# Championnats de Belgique d'athlétisme 1994
Les Championnats de Belgique d'athlétisme 1994 toutes catégories ont eu lieu les 15, 16 et 17 juillet 1994 à Bruxelles.

## Résultats
| Hommes            | Prestation    | Catégorie        | Femmes             | Prestation |
| ----------------- | ------------- | ---------------- | ------------------ | ---------- |
| William Van Dijck | 8 min 37 s 66 | 3 000 m steeple  | -                  | -          |
| Dominique Sandron | 2,09 m        | Saut en hauteur  | Natalja Jonckheere | 1,85 m     |
| Alan De Naeyer    | 5,30 m        | Saut à la perche | -                  | -          |

## Sources
- Ligue belge francophone d'athlétisme